# Royal Clipper
Il Royal Clipper è una nave d'alto bordo a cinque alberi utilizzata come nave da crociera. È uno dei velieri più grandi al mondo.

## Storia
Il Royal Clipper è stato ridisegnato da Robert McFarlane per la compagnia svedese Star Clippers Ltd. utilizzando uno scafo in acciaio esistente originariamente progettato dall'architetto navale polacco Zygmunt Choreń.
La nave originale, la cui costruzione era iniziata nel 1989, avrebbe dovuto chiamarsi Gwarka ed era stata pensata per essere usata per le vacanze dei minatori polacchi, ma in seguito al fallimento della compagnia Polskie Żagle è stata venduta a Mikael Kraft, proprietario di Star Clippers Ltd.
Lo scafo è stato quindi modificato e allungato di 24 metri nel cantiere navale di Danzica mentre gli interni sono stati rifiniti nel cantiere navale Merwede nei Paesi Bassi nel 2000. Le decorazioni degli interni comprendono anche alcuni affreschi dell'artista tedesco Rainer Maria Latzke.
Per il design della nave Robert McFarlane si è ispirato al Preussen, un famoso veliero mercantile a cinque alberi della compagnia di navigazione Flying P-Liner che navigò tra il 1902 e il 1910.

## Descrizione

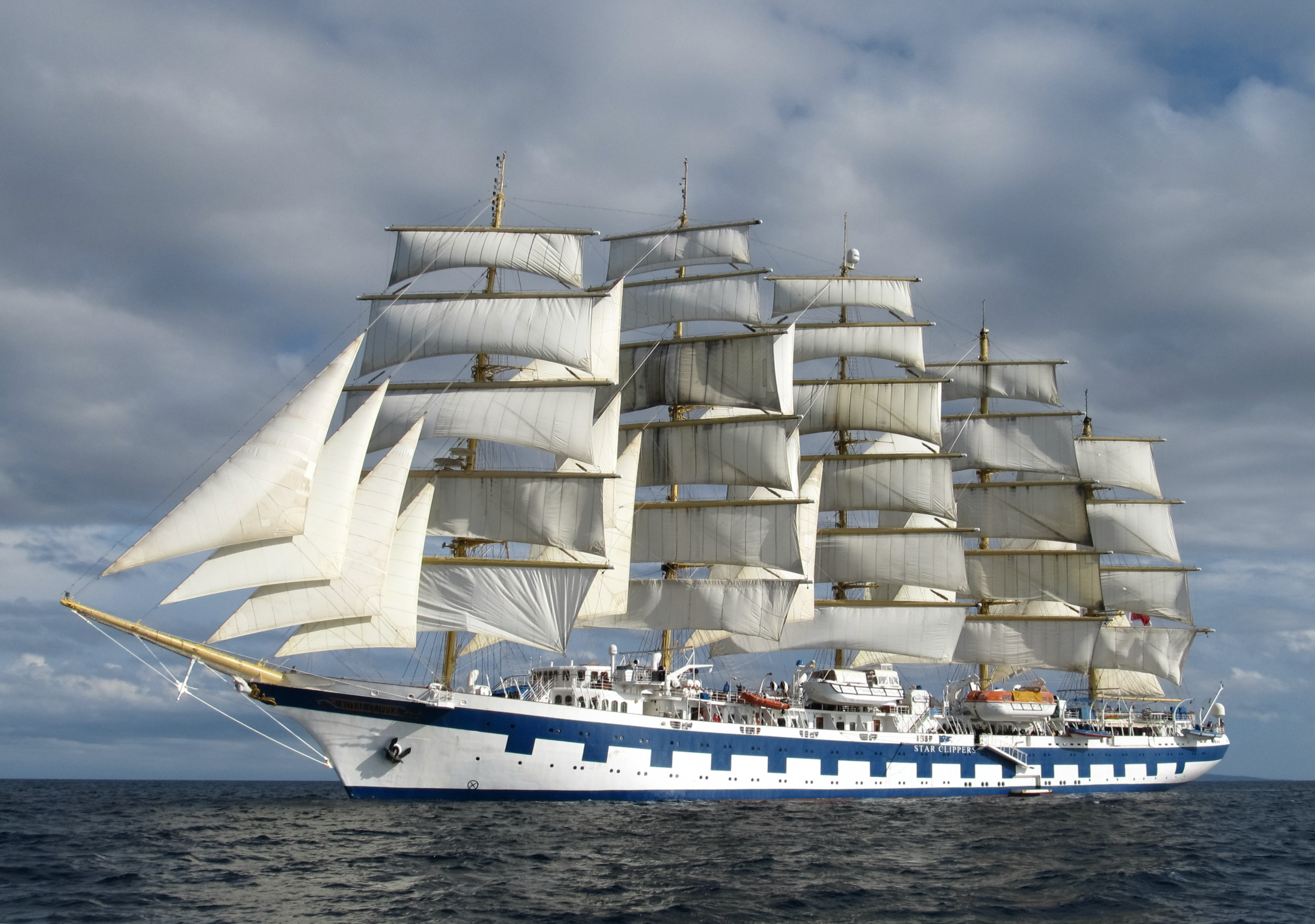
Il Royal Clipper a vele spiegate

Il Royal Clipper è stato varato nel 2000 e nel 2001 è stato ufficialmente riconosciuto dal Guinness dei primati come la nave a vele quadre più grande al mondo., record che è stato battuto nel 2019 dalla SV Golden Horizon (al tempo chiamata Flying Clipper), che ha preso il suo posto anche come nuova ammiraglia della Star Clippers Ltd.
Il Royal Clipper ha una lunghezza di 134 metri e una larghezza di 16 ed è dotato di 5 alberi, il maggiore dei quali arriva a 52 metri di altezza. Può spiegare 42 vele, per un totale di 5200 mq di superficie. La nave ha un pescaggio di 5,6 metri e una tonnellaggio di 5000 tonnellate di stazza lorda.
Ha 106 membri di equipaggio e dispone di 114 cabine in grado di ospitare un massimo di 227 passeggeri. Oltre alle cabine è dotato di bar, ristorante, tre piscine e un ponte scoperto di 1760 mq.
È in grado di navigare completamente a vela ma dispone anche di due motori diesel Caterpillar da 2500 cavalli vapore.